# Élections professionnelles dans la Police nationale
En France, le droit de se syndiquer est reconnu aux policiers de la Police nationale depuis 1945, après différentes péripéties au long de la première moitié du XXe siècle. Ce syndicalisme aux effectifs considérables (près de 3 policiers sur 4) a longtemps été essentiellement autonome, indépendant des syndicats généralistes de salariés. Il rejoint progressivement les instances représentatives (UNSA, CFDT, CGC, Union syndicale Solidaires ou FO).

## Gradés et gardiens de la paix
L'évolution des résultats entre 2006 et 2010 a été influencée par la scission de l'UNSA Police, causée par une tentative de rapprochement avec le Syndicat général de la police-Force ouvrière. Ce rapprochement étant rejeté par la moitié du bureau national de l'UNSA Police lors d'un congrès extraordinaire, ses promoteurs l'ont effectuée à l'extérieur de l'UNSA Police, en créant le 9 juin 2009 « Unité Police », qui a présenté en 2010 des listes communes avec le  Syndicat général de la police-Force ouvrière.

### Comité Technique Ministériel - CTM
Le taux de participation s'élève à 83 % en 2018.
| Syndicats                                                                  | 2014  | 2014   | 2018  | 2018   | 2022  | 2022   |
| Syndicats                                                                  | %     | Sièges | %     | Sièges | %     | Sièges |
| -------------------------------------------------------------------------- | ----- | ------ | ----- | ------ | ----- | ------ |
| Alliance Police Nationale – SNAPATSI – Synergie-Officiers – SICP - SAPACMI | 33,75 | 6      | 31,84 | 6      | 49,45 |        |
| FSMI-FO                                                                    | 31,99 | 6      | 34,44 | 6      | 35,13 |        |
| UNSA - FASMI - SNIPAT                                                      | 12,92 | 2      | 15,63 | 2      | 49,45 |        |
| CFDT Interco                                                               | 10,14 | 1      | 9,25  | 1      | 8,09  |        |
| CFTC MI Impact Police                                                      | 1,06  | 0      | 0,40  | 0      |       |        |
| CGT - USIAOM                                                               | 3,39  | 0      | 2,33  | 0      | 1,93  |        |
| FAPMI                                                                      | -     | -      | 0,19  | 0      |       |        |
| FPIP                                                                       | 3,35  | 0      | 1,2   | 0      |       |        |
| France Police policiers en colère                                          | 0,95  | 0      | 3,12  | 0      | 3,06  |        |
| SAPNSC                                                                     | 0.35  | 0      | 0,17  | 0      |       |        |
| SNPNAC                                                                     | -     | -      | 0,13  | 0      |       |        |
| SNUITAM-FSU                                                                | -     | -      | 0,20  | 0      |       |        |
| Sud Intérieur                                                              | 0,96  | 0      | 0,63  | 0      |       |        |
| VIGI MI                                                                    | -     | -      | 0,40  | 0      |       |        |
| Cap Police Nationale - FGAF                                                | 0,30  | 0      | -     | -      |       |        |

### Commission Administrative Paritaire Nationale - CAPN
En 2006, on compte 96 996 inscrits et 79 636 votants (82,10 %) dont 77 328 exprimés (79,72 %).
| Syndicats                 | 2006   | 2006  | 2006   |
| Syndicats                 | Voix   | %     | Sièges |
| ------------------------- | ------ | ----- | ------ |
| Alliance Police nationale | 28 205 | 36,47 | 6      |
| Action Police CFTC        | 1 084  | 1,40  | 0      |
| CFDT Police               | 300    | 0,39  | 0      |
| FGSPN CGT                 | 463    | 0,60  | 0      |
| FPIP                      | 3 658  | 4,73  | 0      |
| SGP FO                    | 11 861 | 15,34 | 2      |
| UNSA Police               | 31 757 | 41,07 | 7      |

En 2010, on compte 100 526 inscrits et 83 232 votants (82,79 %) dont 80 450 exprimés (80,03 %).
| Syndicats                 | 2010   | 2010  | 2010   |
| Syndicats                 | Voix   | %     | Sièges |
| ------------------------- | ------ | ----- | ------ |
| Alliance Police nationale | 30 261 | 37,61 | 7      |
| Action Police CFTC        | 447    | 0,56  | 0      |
| CFDT Police               | 307    | 0,38  | 0      |
| FGSPN CGT                 | 463    | 0,58  | 0      |
| FPIP                      | 2 711  | 3,37  | 0      |
| UNITE Police-SGP FO       | 38 441 | 47,78 | 8      |
| UNSA Police               | 7 820  | 9,72  | 1      |

| Syndicats                       | 2014 | 2014  | 2014   |
| Syndicats                       | Voix | %     | Sièges |
| ------------------------------- | ---- | ----- | ------ |
| Alliance Police nationale       | -    | 41,00 | 7      |
| Unité SGP Police-Force Ouvrière | -    | 39,00 | 7      |
| UNSA Police                     | -    | 11,36 | 2      |
| FPIP                            | -    | 5,00  | 0      |
| Action Police CFTC              | -    | -     | 0      |
| CFDT Police                     | -    | -     | 0      |
| FGSPN CGT                       | -    | -     | 0      |

### Commission Administrative Paritaire Interdépartementale - CAPI

#### Alsace
| Syndicats                 | 2006 | 2006  | 2006   |
| Syndicats                 | Voix | %     | Sièges |
| ------------------------- | ---- | ----- | ------ |
| Alliance Police nationale | 499  | 41,79 | 3      |
| FPIP                      | 83   | 6,95  | 0      |
| SGP FO                    | 45   | 3,77  | 0      |
| UNSA Police               | 567  | 47,49 | 4      |

| Syndicats                 | 2010 | 2010  | 2010   |
| Syndicats                 | Voix | %     | Sièges |
| ------------------------- | ---- | ----- | ------ |
| Alliance Police nationale | 392  | 31,06 | 3      |
| UNITE Police-SGP FO       | 692  | 54,83 | 5      |
| UNSA Police               | 178  | 14,11 | 1      |

#### Aquitaine
| Syndicats                 | 2006  | 2006  | 2006   |
| Syndicats                 | Voix  | %     | Sièges |
| ------------------------- | ----- | ----- | ------ |
| Alliance Police nationale | 953   | 40,62 | 4      |
| FPIP                      | 92    | 3,92  | 0      |
| SGP FO                    | 111   | 4,73  | 0      |
| UNSA Police               | 1 190 | 50,72 | 5      |

| Syndicats                 | 2010  | 2010  | 2010   |
| Syndicats                 | Voix  | %     | Sièges |
| ------------------------- | ----- | ----- | ------ |
| Alliance Police nationale | 991   | 40,60 | 4      |
| FPIP                      | 48    | 1,97  | 0      |
| UNITE Police-SGP FO       | 1 301 | 53,30 | 5      |
| UNSA Police               | 101   | 4,13  | 0      |

#### Auvergne
| Syndicats                 | 2006 | 2006  | 2006   |
| Syndicats                 | Voix | %     | Sièges |
| ------------------------- | ---- | ----- | ------ |
| Alliance Police nationale | 380  | 46,86 | 3      |
| SGP FO                    | 118  | 14,55 | 1      |
| UNSA Police               | 313  | 38,59 | 2      |

| Syndicats                 | 2010 | 2010  | 2010   |
| Syndicats                 | Voix | %     | Sièges |
| ------------------------- | ---- | ----- | ------ |
| Alliance Police nationale | 333  | 41,52 | 4      |
| UNITE Police-SGP FO       | 405  | 50,50 | 4      |
| UNSA Police               | 64   | 7,98  | 0      |

#### Bourgogne
| Syndicats                 | 2006 | 2006  | 2006   |
| Syndicats                 | Voix | %     | Sièges |
| ------------------------- | ---- | ----- | ------ |
| Alliance Police nationale | 422  | 50,36 | 4      |
| SGP FO                    | 44   | 5,25  | 0      |
| UNSA Police               | 372  | 44,39 | 4      |

| Syndicats                 | 2010 | 2010  | 2010   |
| Syndicats                 | Voix | %     | Sièges |
| ------------------------- | ---- | ----- | ------ |
| Alliance Police nationale | 388  | 45,17 | 4      |
| UNITE Police-SGP FO       | 421  | 49,01 | 4      |
| UNSA Police               | 50   | 5,82  | 0      |

#### Bretagne
| Syndicats                 | 2006  | 2006  | 2006   |
| Syndicats                 | Voix  | %     | Sièges |
| ------------------------- | ----- | ----- | ------ |
| Alliance Police nationale | 953   | 40,72 | 3      |
| FPIP                      | 92    | 3,92  | 0      |
| SGP FO                    | 111   | 4,73  | 0      |
| UNSA Police               | 1 190 | 50,72 | 3      |

| Syndicats                 | 2010 | 2010  | 2010   |
| Syndicats                 | Voix | %     | Sièges |
| ------------------------- | ---- | ----- | ------ |
| Alliance Police nationale | 665  | 41,75 | 4      |
| FPIP                      | 32   | 2,01  | 0      |
| UNITE Police-SGP FO       | 823  | 51,66 | 4      |
| UNSA Police               | 73   | 4,58  | 0      |

#### Centre
| Syndicats                 | 2006  | 2006  | 2006   |
| Syndicats                 | Voix  | %     | Sièges |
| ------------------------- | ----- | ----- | ------ |
| Alliance Police nationale | 953   | 40,72 | 3      |
| FPIP                      | 92    | 3,92  | 0      |
| SGP FO                    | 111   | 4,73  | 1      |
| UNSA Police               | 1 190 | 50,72 | 5      |

| Syndicats                 | 2010 | 2010  | 2010   |
| Syndicats                 | Voix | %     | Sièges |
| ------------------------- | ---- | ----- | ------ |
| Alliance Police nationale | 386  | 28,55 | 3      |
| FPIP                      | 88   | 6,51  | 0      |
| UNITE Police-SGP FO       | 878  | 64,94 | 6      |

#### Champagne-Ardenne
| Syndicats                 | 2006 | 2006  | 2006   |
| Syndicats                 | Voix | %     | Sièges |
| ------------------------- | ---- | ----- | ------ |
| Alliance Police nationale | 221  | 33,18 | 2      |
| Action Police CFTC        | 4    | 0,60  | 0      |
| FGSPN CGT                 | 1    | 0,15  | 0      |
| FPIP                      | 112  | 16,82 | 1      |
| SGP FO                    | 68   | 10,21 | 0      |
| UNSA Police               | 260  | 39,04 | 3      |

| Syndicats                 | 2010 | 2010  | 2010   |
| Syndicats                 | Voix | %     | Sièges |
| ------------------------- | ---- | ----- | ------ |
| Alliance Police nationale | 327  | 37,89 | 3      |
| FPIP                      | 89   | 10,31 | 1      |
| UNITE Police-SGP FO       | 378  | 43,80 | 4      |
| UNSA Police               | 69   | 8,00  | 0      |

#### Corse
| Syndicats                 | 2006 | 2006  | 2006   |
| Syndicats                 | Voix | %     | Sièges |
| ------------------------- | ---- | ----- | ------ |
| Alliance Police nationale | 221  | 47,63 | 4      |
| UNSA Police               | 243  | 52,37 | 4      |

| Syndicats                 | 2010 | 2010  | 2010   |
| Syndicats                 | Voix | %     | Sièges |
| ------------------------- | ---- | ----- | ------ |
| Alliance Police nationale | 188  | 45,74 | 4      |
| Action Police CFTC        | 19   | 4,62  | 0      |
| UNITE Police-SGP FO       | 204  | 49,64 | 4      |

#### Franche-Comté
| Syndicats                 | 2006 | 2006  | 2006   |
| Syndicats                 | Voix | %     | Sièges |
| ------------------------- | ---- | ----- | ------ |
| Alliance Police nationale | 379  | 53,46 | 4      |
| UNSA Police               | 330  | 46,54 | 4      |

| Syndicats                 | 2010 | 2010  | 2010   |
| Syndicats                 | Voix | %     | Sièges |
| ------------------------- | ---- | ----- | ------ |
| Alliance Police nationale | 322  | 47,49 | 4      |
| UNITE Police-SGP FO       | 356  | 52,51 | 4      |

#### Île-de-France
| Syndicats                 | 2006  | 2006  | 2006   |
| Syndicats                 | Voix  | %     | Sièges |
| ------------------------- | ----- | ----- | ------ |
| Alliance Police nationale | 6 812 | 41,19 | 5      |
| SGP FO                    | 5 940 | 35,92 | 5      |
| UNSA Police               | 3 787 | 22,90 | 3      |

| Syndicats                 | 2006  | 2006  | 2006   |
| Syndicats                 | Voix  | %     | Sièges |
| ------------------------- | ----- | ----- | ------ |
| Alliance Police nationale | 2 051 | 33,51 | 4      |
| CFDT Police               | 68    | 1,11  | 0      |
| FGSPN CGT                 | 47    | 0,77  | 0      |
| FPIP                      | 240   | 3,92  | 0      |
| SGP FO                    | 1 105 | 18,05 | 2      |
| UNSA Police               | 2 610 | 42,64 | 6      |

| Syndicats                 | 2010  | 2010  | 2010   |
| Syndicats                 | Voix  | %     | Sièges |
| ------------------------- | ----- | ----- | ------ |
| Alliance Police nationale | 7 964 | 42,07 | 6      |
| Action Police CFTC        | 98    | 0,53  | 0      |
| FPIP                      | 454   | 2,40  | 0      |
| UNITE Police-SGP FO       | 9 195 | 48,57 | 7      |
| UNSA Police               | 1 221 | 6,45  | 0      |

#### Languedoc-Roussillon
| Syndicats                 | 2006 | 2006  | 2006   |
| Syndicats                 | Voix | %     | Sièges |
| ------------------------- | ---- | ----- | ------ |
| Alliance Police nationale | 847  | 39,40 | 4      |
| SGP FO                    | 341  | 15,86 | 1      |
| UNSA Police               | 962  | 44,74 | 4      |

| Syndicats                 | 2010  | 2010  | 2010   |
| Syndicats                 | Voix  | %     | Sièges |
| ------------------------- | ----- | ----- | ------ |
| Alliance Police nationale | 839   | 37,07 | 4      |
| FPIP                      | 46    | 2,03  | 0      |
| UNITE Police-SGP FO       | 1 248 | 55,15 | 5      |
| UNSA Police               | 130   | 5,75  | 0      |

#### Limousin
| Syndicats                 | 2006 | 2006  | 2006   |
| Syndicats                 | Voix | %     | Sièges |
| ------------------------- | ---- | ----- | ------ |
| Alliance Police nationale | 302  | 70,89 | 6      |
| SGP FO                    | 44   | 10,33 | 1      |
| UNSA Police               | 80   | 18,78 | 1      |

| Syndicats                 | 2010 | 2010  | 2010   |
| Syndicats                 | Voix | %     | Sièges |
| ------------------------- | ---- | ----- | ------ |
| Alliance Police nationale | 311  | 72,16 | 6      |
| UNITE Police-SGP FO       | 120  | 27,84 | 2      |

#### Lorraine
| Syndicats                 | 2006 | 2006  | 2006   |
| Syndicats                 | Voix | %     | Sièges |
| ------------------------- | ---- | ----- | ------ |
| Alliance Police nationale | 579  | 34,46 | 2      |
| FPIP                      | 212  | 12,62 | 1      |
| SGP FO                    | 81   | 4,82  | 0      |
| UNSA Police               | 808  | 48,10 | 3      |

| Syndicats                 | 2010 | 2010  | 2010   |
| Syndicats                 | Voix | %     | Sièges |
| ------------------------- | ---- | ----- | ------ |
| Alliance Police nationale | 575  | 33,28 | 4      |
| Action Police CFTC        | 82   | 4,75  | 0      |
| FPIP                      | 98   | 5,67  | 0      |
| UNITE Police-SGP FO       | 845  | 48,90 | 5      |
| UNSA Police               | 128  | 7,40  | 0      |

#### Midi-Pyrénées
| Syndicats                 | 2006  | 2006  | 2006   |
| Syndicats                 | Voix  | %     | Sièges |
| ------------------------- | ----- | ----- | ------ |
| Alliance Police nationale | 737   | 36,07 | 4      |
| FPIP                      | 153   | 7,49  | 0      |
| SGP FO                    | 106   | 5,19  | 0      |
| UNSA Police               | 1 047 | 51,25 | 5      |

| Syndicats                 | 2010  | 2010  | 2010   |
| Syndicats                 | Voix  | %     | Sièges |
| ------------------------- | ----- | ----- | ------ |
| Alliance Police nationale | 790   | 36,83 | 4      |
| CFDT Police               | 45    | 2,10  | 0      |
| FPIP                      | 129   | 6,01  | 0      |
| UNITE Police-SGP FO       | 1 091 | 50,86 | 5      |
| UNSA Police               | 90    | 4,20  | 0      |

#### Nord-Pas-de-Calais
| Syndicats                 | 2006  | 2006  | 2006   |
| Syndicats                 | Voix  | %     | Sièges |
| ------------------------- | ----- | ----- | ------ |
| Alliance Police nationale | 1 679 | 35,24 | 4      |
| Action Police CFTC        | 100   | 2,10  | 0      |
| CFDT Police               | 47    | 0,99  | 0      |
| FPIP                      | 262   | 5,50  | 0      |
| SGP FO                    | 1 019 | 21,39 | 2      |
| UNSA Police               | 1 657 | 34,78 | 4      |

| Syndicats                 | 2010  | 2010  | 2010   |
| Syndicats                 | Voix  | %     | Sièges |
| ------------------------- | ----- | ----- | ------ |
| Alliance Police nationale | 1 783 | 35,90 | 5      |
| Action Police CFTC        | 48    | 0,97  | 0      |
| CFDT Police               | 32    | 0,64  | 0      |
| FPIP                      | 310   | 6,24  | 0      |
| UNITE Police-SGP FO       | 2 113 | 42,54 | 5      |
| UNSA Police               | 681   | 13,71 | 1      |

#### Basse-Normandie
| Syndicats                 | 2006 | 2006  | 2006   |
| Syndicats                 | Voix | %     | Sièges |
| ------------------------- | ---- | ----- | ------ |
| Alliance Police nationale | 549  | 63,32 | 4      |
| UNSA Police               | 318  | 36,68 | 2      |

| Syndicats                 | 2010 | 2010  | 2010   |
| Syndicats                 | Voix | %     | Sièges |
| ------------------------- | ---- | ----- | ------ |
| Alliance Police nationale | 519  | 62,01 | 6      |
| UNITE Police-SGP FO       | 242  | 28,91 | 2      |
| UNSA Police               | 76   | 9,08  | 0      |

#### Haute-Normandie
| Syndicats                 | 2006 | 2006  | 2006   |
| Syndicats                 | Voix | %     | Sièges |
| ------------------------- | ---- | ----- | ------ |
| Alliance Police nationale | 639  | 47,72 | 4      |
| FPIP                      | 229  | 17,10 | 1      |
| SGP FO                    | 45   | 3,36  | 0      |
| UNSA Police               | 426  | 31,81 | 2      |

| Syndicats                 | 2010 | 2010  | 2010   |
| Syndicats                 | Voix | %     | Sièges |
| ------------------------- | ---- | ----- | ------ |
| Alliance Police nationale | 671  | 45,74 | 4      |
| Action Police CFTC        | 14   | 0,95  | 0      |
| UNITE Police-SGP FO       | 687  | 46,83 | 5      |
| UNSA Police               | 95   | 6,48  | 0      |

#### Pays de la Loire
| Syndicats                 | 2006 | 2006  | 2006   |
| Syndicats                 | Voix | %     | Sièges |
| ------------------------- | ---- | ----- | ------ |
| Alliance Police nationale | 697  | 40,76 | 3      |
| FPIP                      | 164  | 9,59  | 0      |
| SGP FO                    | 549  | 32,11 | 3      |
| UNSA Police               | 300  | 17,54 | 1      |

| Syndicats                 | 2010 | 2010  | 2010   |
| Syndicats                 | Voix | %     | Sièges |
| ------------------------- | ---- | ----- | ------ |
| Alliance Police nationale | 720  | 40,96 | 4      |
| FPIP                      | 178  | 10,12 | 1      |
| UNITE Police-SGP FO       | 860  | 48,92 | 4      |

#### Picardie
| Syndicats                 | 2006 | 2006  | 2006   |
| Syndicats                 | Voix | %     | Sièges |
| ------------------------- | ---- | ----- | ------ |
| Alliance Police nationale | 250  | 31,06 | 2      |
| CFDT Police               | 18   | 2,24  | 0      |
| FPIP                      | 184  | 22,86 | 2      |
| SGP FO                    | 174  | 21,61 | 2      |
| UNSA Police               | 179  | 22,24 | 2      |

| Syndicats                 | 2010 | 2010  | 2010   |
| Syndicats                 | Voix | %     | Sièges |
| ------------------------- | ---- | ----- | ------ |
| Alliance Police nationale | 297  | 33,04 | 3      |
| Action Police CFTC        | 8    | 0,89  | 0      |
| CFDT Police               | 6    | 0,67  | 0      |
| FPIP                      | 138  | 15,35 | 1      |
| UNITE Police-SGP FO       | 416  | 46,27 | 4      |
| UNSA Police               | 34   | 3,78  | 0      |

#### Poitou-Charentes
| Syndicats                 | 2006 | 2006  | 2006   |
| Syndicats                 | Voix | %     | Sièges |
| ------------------------- | ---- | ----- | ------ |
| Alliance Police nationale | 276  | 33,09 | 3      |
| SGP FO                    | 218  | 26,14 | 2      |
| UNSA Police               | 340  | 40,77 | 3      |

| Syndicats                 | 2010 | 2010  | 2010   |
| Syndicats                 | Voix | %     | Sièges |
| ------------------------- | ---- | ----- | ------ |
| Alliance Police nationale | 314  | 38,81 | 3      |
| UNITE Police-SGP FO       | 445  | 55,01 | 5      |
| UNSA Police               | 50   | 6,18  | 0      |

#### Provence-Alpes-Côte d'Azur
| Syndicats                 | 2006  | 2006  | 2006   |
| Syndicats                 | Voix  | %     | Sièges |
| ------------------------- | ----- | ----- | ------ |
| Alliance Police nationale | 2 073 | 33,76 | 4      |
| FPIP                      | 461   | 7,51  | 0      |
| SGP FO                    | 677   | 11,02 | 1      |
| UNSA Police               | 2 930 | 47,71 | 6      |

| Syndicats                 | 2010  | 2010  | 2010   |
| Syndicats                 | Voix  | %     | Sièges |
| ------------------------- | ----- | ----- | ------ |
| Alliance Police nationale | 2 357 | 37,41 | 5      |
| Action Police CFTC        | 34    | 0,54  | 0      |
| FPIP                      | 228   | 3,62  | 0      |
| UNITE Police-SGP FO       | 3 229 | 51,25 | 6      |
| UNSA Police               | 453   | 7,18  | 0      |

#### Rhône-Alpes
| Syndicats                 | 2006  | 2006  | 2006   |
| Syndicats                 | Voix  | %     | Sièges |
| ------------------------- | ----- | ----- | ------ |
| Alliance Police nationale | 2 052 | 44,21 | 4      |
| FGSPN CGT                 | 36    | 0,78  | 0      |
| SGP FO                    | 263   | 5,67  | 0      |
| UNSA Police               | 2 291 | 49,35 | 4      |

| Syndicats                 | 2010  | 2010  | 2010   |
| Syndicats                 | Voix  | %     | Sièges |
| ------------------------- | ----- | ----- | ------ |
| Alliance Police nationale | 1 633 | 35,33 | 4      |
| Action Police CFTC        | 33    | 0,71  | 0      |
| FGSPN CGT                 | 55    | 1,19  | 0      |
| UNITE Police-SGP FO       | 2 628 | 56,86 | 7      |
| UNSA Police               | 273   | 5,91  | 0      |

SERVICES CENTRAUX (capl FSPN ET SI)
| Syndicats                 | 2014 | 2014  | 2014        | 2014      |
| Syndicats                 | Voix | %     | Sièges FSPN | Sièges SI |
| ------------------------- | ---- | ----- | ----------- | --------- |
|                           | 2966 |       | 9           | 8         |
| Alliance Police Nationale | 1439 | 48,51 | 5           | 3         |
| Unité SGP Police          | 1066 | 35,94 | 3           | 3         |
| UNSA Police               | 461  | 15,55 | 1           | 2         |

#### CRS
En 2010, il y avait 11 439 inscrits, 10 296 votants (90,01 %) dont 10 023 exprimés (87,62 %).
| Syndicats                 | 2010  | 2010  | 2010   |
| Syndicats                 | Voix  | %     | Sièges |
| ------------------------- | ----- | ----- | ------ |
| Alliance Police nationale | 3 230 | 32,23 | 4      |
| FPIP                      | 269   | 2,67  | 0      |
| UNITE Police-SGP FO       | 3 829 | 38,20 | 5      |
| UNSA Police               | 2 599 | 25,93 | 3      |

| Syndicats                       | 2014  | 2014  | 2014   |
| Syndicats                       | Voix  | %     | Sièges |
| ------------------------------- | ----- | ----- | ------ |
| Unité SGP Police-Force Ouvrière | 3 069 | 34,80 | 5      |
| Alliance Police nationale       | 2 777 | 31,49 | 4      |
| UNSA Police                     | 2 415 | 27,38 | 3      |
| FPIP                            | 534   | 6,06  | 0      |

## Officiers
Les officiers sont au nombre de  11 455 en 2010. Pour ce scrutin, la participation s'est élevée à 87,7 %.
| Syndicats           | 2006  | 2010  | 2014  |
| Syndicats           | %     | %     | %     |
| ------------------- | ----- | ----- | ----- |
| SNOP puis SCSI      | 53,19 | 54,00 | 51,58 |
| Synergie-Officiers  | 44,80 | 44,50 | 41,68 |
| UNSA Officiers      | -     | -     | 2,01  |
| Union des Officiers | -     | -     | 4,72  |

## Commissaires
Les commissaires sont au nombre de 1 685 en 2010. Pour ce scrutin, la participation s'est élevée à 84,99 % (1 432 votants dont 1 400 exprimés). 
| Syndicats | 2006  | 2006   | 2010  | 2010   | 2014  | 2014   |
| Syndicats | %     | Sièges | %     | Sièges | %     | Sièges |
| --------- | ----- | ------ | ----- | ------ | ----- | ------ |
| SCPN      | 58,50 | 3      | 66,20 | 3      | 64,31 | 3      |
| SICP      | 35,79 | 2      | 33,80 | 1      | 35,69 | 1      |
| UNSA      | 5,71  | 0      | -     | -      | -     | -      |